# Tromatobia carballoi
Tromatobia carballoi är en stekelart som beskrevs av Gauld, Ugalde och Paul E. Hanson 1998. Tromatobia carballoi ingår i släktet Tromatobia och familjen brokparasitsteklar. Inga underarter finns listade i Catalogue of Life.